# Kautunje
Kautunje (nep. कटुन्जे) – gaun wikas samiti w środkowej części Nepalu w strefie Bagmati w dystrykcie Bhaktapur. Według nepalskiego spisu powszechnego z 2001 roku liczył on 2559 gospodarstw domowych i 13043 mieszkańców (6175 kobiet i 6868 mężczyzn).